# 罗素悖论
罗素悖论（英語：Russell's paradox），是英國哲學家伯特兰·罗素於1901年提出的悖论，是一个关于类的内涵问题。
罗素悖论有一些更为通俗的描述，如理发师悖论、书目悖论。但理髮師悖論被一些人認為只是罗素悖论的一種描述方式，僅以理髮師悖論並無法完全敘述羅素悖論。罗素悖论在类的理论中通过内涵公理而得到解决。

## 定义
设{\displaystyle A=\{x\mid x\not \in x\}}，那么{\displaystyle A\in A\Leftrightarrow A\not \in A}。
我们通常希望，任给一个性質（例如「年滿三十歲」就是一個性質），满足该性質的所有集合總可以组成一个集合。但这样的企图将导致悖论。
设有一性質{\displaystyle P}，並以一性質函数{\displaystyle P(x)}表示，且其中的自變量{\displaystyle x}具有特性{\displaystyle x\not \in x}。现假设由性质{\displaystyle P}能夠确定一个滿足性質{\displaystyle P}的集合{\displaystyle A}——也就是说 
{\displaystyle A=\{x\mid x\not \in x\}}。那么，{\displaystyle A\in A}是否成立？
首先，若{\displaystyle A\in A}，则{\displaystyle A}是{\displaystyle A}的元素，那么{\displaystyle A}具有性质{\displaystyle P}，由性質函数{\displaystyle P}可以得知{\displaystyle A\not \in A}；
其次，若{\displaystyle A\not \in A}，根據定義，{\displaystyle A}是由所有滿足性質{\displaystyle P}的類組成，也就是说，{\displaystyle A}具有性质{\displaystyle P}，所以{\displaystyle A\in A}。

## 通俗诠释

### 理发师悖论
小城里的理发师放出豪言：他要为城裡人刮鬍子，而且一定只要為城里所有“不为自己刮鬍子的人”刮鬍子。
但问题是：理发师该为自己刮鬍子吗？如果他为自己刮鬍子，那么按照他的豪言“只为城里所有不为自己刮鬍子的人刮鬍子”他不应该为自己刮鬍子；但如果他不为自己刮鬍子，同样按照他的豪言“一定要为城里所有不为自己刮鬍子的人刮鬍子”他又应该为自己刮鬍子。
用集合论的语言来描述理发师悖论是这样的：小城里的人构成集合{\displaystyle A=\{a|a\ lives\ in\ the\ town\}}，对于每个小城里的人{\displaystyle a}可以构造一个{\displaystyle A}的子集{\displaystyle S_{a}=\{x|a\ shaves\ x\}}，即{\displaystyle a}给属于{\displaystyle S_{a}}的人刮鬍子。那么，如果城里人{\displaystyle a}给自己刮鬍子，则{\displaystyle a\in S_{a}}，如果{\displaystyle a}不给自己刮鬍子，则{\displaystyle a\not \in S_{a}}，如果{\displaystyle a}不给任何人刮鬍子，则{\displaystyle S_{a}} 为空，即{\displaystyle S_{a}=\{\}}。设理发师为{\displaystyle s}，则理发师的豪言就是：{\displaystyle S_{s}=\{a|a\not \in S_{a}\}}。问题是：如果{\displaystyle s\in S_{s}}，这将与{\displaystyle S_{s}}的定义矛盾，但如果{\displaystyle s\not \in S_{s}}，根据{\displaystyle S_{s}}的定义，又应该有{\displaystyle s\in S_{s}}。理发师悖论是个逻辑悖论。用集合论语言来描述并不是必需的，只是为了将来更容易说明它与罗素悖论不是一回事。

### 書目悖論
书目悖论（英語：Catalogue Paradox）是另一种罗素悖论的通俗解释。其内容为，假设有一图书馆编制了一部书目，有且仅有列出那些未列出自身的书目，那么这部书目会列出自身吗？

## 解决方案
当一个句子、想法或公式引用自身时，就会出现自指。直到现在，真正意义上的悖论，其问题几乎都是自指或自相关而引起。尽管陈述可以是自指并且不自相矛盾（“This statement is written in English”是真实且非自相矛盾的带有自指的陈述），但自指是悖论的一个常见要素。根據路德維希·維根斯坦的《邏輯哲學論》，任何命題不能包含自身，同理一個函數不能包含自身。
罗素悖论中，在逻辑上它们都有无法摆脱概念自指所带来的恶性循环。因此，罗素提出了恶性循环原则，禁止使用包含被定义对象本身的的集合来定义该对象。逻辑系统中，如果要求任何命题不能违反恶性循环原则，则可以避免类似罗素悖论等自指性悖论。